# ديك بروكس
ديك بروكس (بالإنجليزية: Dick Brooks)‏ هو سائق سباق ومهندس أمريكي، ولد في 14 أبريل 1942 في بورتيرفيل في الولايات المتحدة، وتوفي في 1 فبراير 2006 بسبب نوبة قلبية.

## وصلات خارجية
- ديك بروكس على موقع Racing-Reference.info (الإنجليزية)
- ديك بروكس على موقع DriverDB.com (الإنجليزية)